# Carlo Piana
Carlo Piana (Omegna, 25 settembre 1968) è un avvocato italiano, noto principalmente per la sua attività a favore del software libero.

## Biografia
Si è laureato in Giurisprudenza all'Università degli Studi di Milano nel 1992 ed è iscritto all'Ordine degli avvocati di Milano dal luglio 1997 (ammesso al patrocinio in Cassazione).
Si occupa principalmente degli aspetti legali relativi ai settori della tecnologia digitale, tecnologia dell'informazione, standardizzazione, protezione informatica e libertà digitali in generale.   
Ha svolto un ruolo di primo piano in diverse cause legali nel settore informatico, tra cui la lunga battaglia antitrust tra la Comunità Europea e Microsoft, dove ha rappresentato gli interessi della CEE. Ha collaborato allo sviluppo degli standard OOXML e ISO/IEC
. Ha fatto parte del gruppo di avvocati che ha sostenuto la Oracle Corporation nel tentativo di acquisizione, conclusosi con successo, di Sun Microsystems. 
Carlo Piana è membro del comitato editoriale del "Journal of Open Law, Technology & Society" (IOLTS) e del consiglio di amministrazione della "Protocol Freedom Information Foundation".
È consulente esterno della Free Software Foundation Europe (FSFE).  
Nel 2009 ha fondato a Milano lo studio di consulenza legale Array, operante nei settori delle tecnologie dell’informazione, dei media e delle telecomunicazioni.
Nel luglio 2018 ha pubblicato, con l'editore Ledizioni, il libro "Open Source, Software libero e altre libertà".